# Лимонногорлий горобець
Лимонногорлий горобець (Gymnoris) — рід горобцеподібних птахів родини горобцевих (Passeridae). Містить 4 види.

## Поширення
Три види поширені в Африці, один вид в Азії від Туреччини до Індії.

## Види
- Горобець білобровий (Gymnoris superciliaris)
- Горобець малий (Gymnoris dentata)
- Горобець сахелевий (Gymnoris pyrgita)
- Горобець лимонногорлий (Gymnoris xanthocollis)